# Amicie
Amicie est un prénom français féminin.
II est fêté le 20 février ou le 30 août.

## Étymologie
Ce nom est d'origine latine, du latin Amicia,, de amica signifiant « amie », ou de ami(ci)tia signifiant « amitié ». 

## Histoire
On rencontre une sainte Amicia, martyre à Césarée en Cappadoce au troisième siècle. Amicie est un nom de type antique qui possède une connotation « augurative » (prédictive) ou élogieuse et renvoie à une qualité.
Les formes apparentées Amice et Amicia étaient en usage chez les Anglo-Normands.
Le prénom est attesté en France depuis le Xe siècle : Amicie de Corbie (980-1034), Amicie d'Aumale (990-1056).
Amicie, répandu en Bretagne au XIIIe siècle et au XIVe siècle, est un des noms les plus portés parmi les noms cités au procès de canonisation de Charles de Blois, à Guingamp en 1371.
Son équivalent masculin est Amic ou Amicus, du latin amicus signifiant « ami ».

## Fête et saint patron
En 1865 Marie-Nicolas Bouillet a répertorié une sainte Amicie  fêtée le 30 août. Ce prénom figure dans le Dictionnaire des noms de baptême (1863) de Guillaume Belèze : Sainte Amicie ou Amicia, honorée le 30 août.
À l'heure actuelle les Amicie sont fêtées le 20 février (fête locale), avec sainte Aimée ou Amata d'Assise (XIIIe siècle)à l'étymologie distincte.

## Occurrence
- En 2022, selon les chiffres de l'Insee, ce prénom, est porté en France par environ 625 personnes, son pic de popularité ayant été atteint en 2014, avec 36 naissances. 2022 a vu naître 23 Amicie[15].
- Amicie figure depuis 1994 dans les éditions annuelles de La cote des prénoms du sociologue Philippe Besnard et du démographe Guy Desplanques[16].
- Ce prénom rare figure également dans l'enquête du chercheur Jacques Dupâquier sur 3 000 familles du XIXe siècle, Le Temps des Jules, Les prénoms en France au XIXe siècle[17];
- Amicie est répertorié depuis 2003 dans l'Officiel des prénoms qui paraît annuellement[18].

## Personnalités
- Amicie, fille de Robert III de Beaumont le Roger, comtesse de Leicester[19] (1150-1215), mère de Simon IV de Montfort[20];

- Amicie de Courtenay (1250-1275), épouse du comte Robert II d'Artois ;
- Amicie de Montfort (ca1200- 1253), moniale dominicaine et fondatrice du couvent dominicain à Montargis ;
- Amicie de Foulques de Villaret (18..-1910), historienne de l'Orléanais[21];
- Amicie Lebaudy (1847-1917) (née Amicie Piou, fille de Constance Piou), épouse de Jules Lebaudy (1828-1892) : à Paris, le square Amicie-Lebaudy porte son nom ;
- Amicie Auriault (1874-1970), auteur des Carnets d'Amicie[22] ;
- Amicie d'Arces (née en 1943), auteur et journaliste[23]

## Dans la littérature
- Almodis et Amicie, héroï-comédie en vers et en cinq actes, de M.de Louvat, 1771[24];
- Amicie ou la patience conduit au bonheur, de Marie Emery[25];

- Amicie de Reineval, par Victorine Maugirard[26];

- Le roman de Gaucelin et Amicie, de Charles Lapoudge[27];

- Compagnon d'Italie, lettres à Amicie, de Jean-Louis Vaudoyer[28].